# Wallsee-Sindelburg
Wallsee-Sindelburg es una localidad del distrito de Amstetten, en el estado de Baja Austria, Austria, con una población estimada a principio del año 2018 de 2178 habitantes. 
Se encuentra ubicada al oeste del estado, a poca distancia al sur del río Danubio, al oeste de Viena y cerca de la frontera con el estado de Alta Austria.